# Mohamed

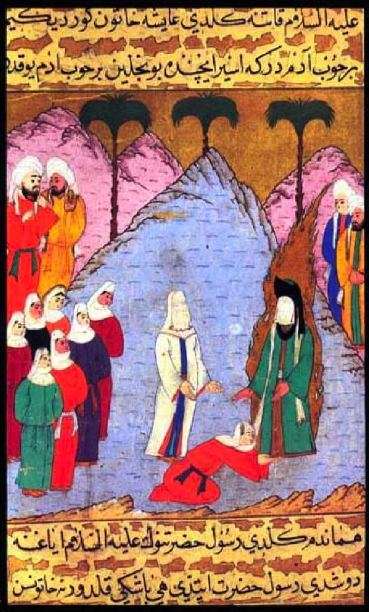
Prorok Mohammed a jeho žena Áiša

Mohamed (arabsky محمد‎,  Muḥammad; 25. dubna 571 Mekka – 8. června 632 Medína, oblast Hidžáz, dnešní Saúdská Arábie), česky zastarale též Mahomet či Machomet, v odborné literatuře Muhammad, plným jménem Abú-l-Kásim Muhammad ibn ʿAbdulláh ibn ʿAbdulmuttalib ibn Hášim ibn ʿAbd Manáf al-Kuraší, byl náboženský a politický vůdce a poslední prorok islámu, který je muslimy považován za poslední krok zjevování monoteistického náboženství, jehož dřívější verze byly učeny Abrahámem, Mojžíšem, Ježíšem a ostatními předcházejícími proroky. V kaodaismu je považován za světce. Většina nemuslimů ho obecně pokládá za zakladatele náboženství islámu.

## Přehled
Předpokládá se, že Mohamed ibn Abdulláh byl obchodníkem, který, vzhledem k své práci, byl široce zcestovalý. Rané muslimské zdroje podávají zprávu o tom, že v roce 610, kdy bylo Mohamedovi čtyřicet let, měl, v průběhu meditace v jeskyni poblíž Mekky, vidění. Sám Mohamed později svým soukmenovcům popsal svou zkušenost jako návštěvu archanděla Gabriela, který mu nařídil zapamatovat si a recitovat verše, později uspořádané do koránu. Gabriel mu měl sdělit, že si jej Bůh (Alláh) vybral jako posledního proroka pro lidstvo. Později rozvinul své poslání proroka veřejným přednášením o striktním monoteismu a předvídáním Soudného dne pro hříšníky a nevěřící modloslužebníky, jakým byli například členové jeho kmene a jeho mekkánští sousedé. Mohamed byl úspěšným náboženským i politickým vůdcem. Nezavrhl zcela judaismus a křesťanství – dva další monoteistické systémy, známé v Arábii již dříve – řekl, že byl Bohem poslán, aby zdokonalil a dokončil jejich učení. Mezi některými lidmi získal rychle své stoupence, nicméně většina jeho učení zamítala, pokládaje ho za podvodníka a lháře. Roku 622 byl přinucen k úniku z Mekky (takzvaná Hidžra) a usadil se spolu se svými stoupenci v městě Jathrib (dnes známém jako Medína). V Medíně vznikla pod jeho vedením obec muslimů (stoupenci z Mekky a jathribští Arabové). Jeho vojenské a politické úspěchy v zápase s odpůrci islámu přiměly Mekské k válce, která vyústila v jejich kapitulaci a k přijetí islámu (v roce 630). Ovládnutí Mekky vedlo k širokému přistupování kočovných kmenů k medínské obci muslimů, k dobytí Arabského poloostrova a proběhlo i několik výprav na sever, směrem k Sýrii a Palestině.
Islámská říše se, pod vedením Mohamedových bezprostředních nástupců, rozšířila do Palestiny, Sýrie, Mezopotámie, Persie, Egyptu, Severní Afriky (Maghreb) a Španělska. Pozdější dobytí, obchodní kontakty muslimů s nemuslimy a misijní činnost rozšířily islám do velké části světa.

## Jak oMohamedovi víme?
Nám dostupné zdroje o Mohamedovi jsou především korán, biografie zvané „síra“ a sbírky hadís. Korán sice není Mohamedovým životopisem, nicméně přináší některé informace o jeho životě.

### Arabské životopisy
Nejstaršími dochovanými životopisy jsou Život Božího apoštola / Život Alláhova posla od Ibn Isháqa (z roku 768), editovaná Ibn Hišamem (833) a Mohamedův životopis od al-Waqidiho z roku 822. Ibn Isháq sepsal své dílo přibližně 120 až 130 let po Mohamedově smrti. Poslední typ zdroje, sbírky hadís, nejsou, stejně jako korán, životopisem samy o sobě. Jsou to příběhy o slovech a činech Mohameda a jeho společníků.

### Západní skepticismus
Někteří skeptičtí badatelé (Goldziher, Schacht, Wansbrough, Cook, Crone, Rippin, Berg a další) mají pochybnosti o spolehlivosti hadísů. Jejich argumentem je, že v době sběru těchto ústně tradovaných vyprávění byly muslimské komunity roztříštěny na sekty a myšlenkové školy. Každá z nich měla vlastní, často protikladné, interpretace toho, co Mohamed a jeho společníci vykonali a řekli. Počet verzí narůstal a muslimští učenci vyvinuli značné úsilí o očištění od příběhů, které považovali za podvržené. Tradicionalisté spoléhají na úspěch jejich snažení, skeptici soudí, že tato otázka musí být znovu otevřena použitím moderních metod.
Muslimští a stejně tak i nemuslimští badatelé souhlasí, že ve sbírkách hadís je mnoho neautentických tradic zaměřených na Mohamedův život. (Ovšem většina těchto tradic je muslimskými klerikálními autoritami považována „slabá“, pouze pár sbírek hadís je bráno jako věrohodné – „sahih“.) Koránští muslimové považují všechny sbírky hadís za nevěrohodné. Životopisné údaje, uvedené v Přehledu, nejsou přesto obecně napadány. Tradicionalisté, muslimové i nemuslimové, vytvářejí daleko detailnější obrázek Mohamedova života, jak je popsáno níže.

## Život Mohamedův

### Mohamed jako obchodník

#### Mohamedův rodokmen
Podle tradice byl Mohamed vzdáleným potomkem Adnana, kterého severní Arabové považovali za svého společného předka a Adnan by měl být potomek Išmaela, syna Ibrahima (Abraháma). Síra Ibn Ishaqa obsahuje kompletní Mohamedův rodokmen až k Adamovi - prvnímu člověku, kterého bůh údajně stvořil. Reálný Mohamedův rodokmen je však sporný. Mohamedův rodokmen po Adnana je následující:
Muhammad ibn Abd Allah ibn Abd al-Muttalib (Shaiba) ibn Hashim (Amr) ibn Abd Manaf (al-Mughira) ibn Qusai (Zaid) ibn Kilab ibn Murra ibn Ka'b ibn Lu'ay ibn Ghalib ibn Fahr (Quraish) ibn Malik ibn an-Nadr (Qais) ibn Kinana ibn Khuzaimah ibn Mudrikah (Amir) ibn Ilyas ibn Mudar ibn Nizar ibn Ma'ad ibn Adnan. (ibn = „syn“ v arabštině; alternativní jména lidí s dvěma jmény jsou uvedena v závorkách).
Jeho přízvisko bylo „Abul-Qasim“, „otec Kásima“, po narození jeho prvního, jen krátce žijícího syna.

#### Dětství
Mohamed se narodil do zámožné rodiny (pocházející z rodu Hášimovců, málo významné větve kmene Kurajšovců), usazené v severoarabském městě Mekka. Někdo počítá jeho narození na 20. dubna 570, šiité věří, že to byl 26. duben a někdo posouvá rok až na 571; tradice jej umisťuje do tzv. "roku slona". V tom roce se jemenský vládce údajně pokusil zaútočit na Kábu s pomocí slonů, nicméně Aláh na ně zavolal ptáčky, kteří na ně házeli kamínky, což z útočníků udělalo rozšlapanou slámu (na příběh se odkazuje i Korán v súře Slon). Mohamedův otec Abdullah zemřel ještě před jeho narozením, takže malý chlapec byl vychováván svým dědečkem z otcovy strany, Abd al-Muttalibem. Tradice praví, že byl jako dítě dán k beduínské kojné Halimě, jelikož se věřilo, že pouštní život je pro děti bezpečnější a zdravější.
„Nakonec jsme dorazili do Mekky, kde jsme hledali kojence a nebyla mezi námi žena, které by nebyl Alláhův prorok nabídnut. Všechny se o něj odmítly postarat, když se dozvěděly, že je sirotek. Bylo to proto, že ženy očekávaly od otců dětí peníze za chování. Hovořily: Sirotek?! Co nám může dát jeho matka a děd?
Nakonec kromě mě nezůstala ani jedna žena, která by neměla kojence. Když jsme se shromažďovali k odjezdu, řekla jsem svému manželovi: Nechci se vrátit se svými společnicemi bez kojence. Měla bych jít a vzít si toho sirotka.
Odpověděl: Učiň tak! Možná nám dá Alláh požehnání.“
Život Alláhova proroka; Ibn Ishak

V období, kdy vyrůstal s potomky Halímy, se odehrál i incident s 2 muži-andělé, kteří malému Mohamedovi rozřízli břicho.
Později sám Alláhův posel popsal, co se stalo: Zatímco jsem já a můj soukojenec pásli nějaká zvířata za naším domem, přišli k nám dva muži oblečeni do bílých šatů a nesoucí zlatý podnos plný sněhu. Chytili mě, otevřeli mi břicho, vyjmuli srdce, otevřeli ho a vyndali z něj hrudku černé krve, kterou odhodili. Pak omyli mé srdce a břicho ve sněhu, dokud je neočistili."
Život Alláhova proroka; Ibn Ishak

#### Dospívání
V šesti letech Mohamed ztratil matku Aminu a v osmi i svého dědečka. Kvůli tomu Mohamed přešel do péče svého strýce Abu Táliba, nového vůdce Hášimovců.
Mekka byla prosperujícím komerčním centrem, z velké části díky kamenné svatyni zvané Ka'ba, která sloužila mnoha různým modlám a bůžkům. Obchodníci z nejrůznějších kmenů mohli během poutní sezóny navštěvovat Mekku a v bezpečí obchodovat, jelikož v té době byly všechny mezikmenové konflikty zakázány.
Jako náctiletý začal Mohamed doprovázet svého strýce na obchodních cestách do Sýrie. Stal se tak na poměry své doby velmi zcestovalým a znalým cizích poměrů. Během tohoto období poznalo mnoho svatých mužů, že Mohamed je Božím prorokem.
„V Busře žil mnich jménem Bahíra, který byl křesťanské víry. Vždy přebýval v jedné poustevně, kde byla kniha pro uvedení mnichů, která byla předávána a vždy uchovávána nejstarším z nich… Říká se, že Bahíra ve své poustevně viděl Alláhova posla v karavaně, a jak se karavana blížila, nad Alláhovým prorokem visel mrak.Když karavana dorazila, lidé se zastavili pod stromem blízko poustevníkovy cely a on uviděl mrak stínící strom, a jak se větve samy ohnuly nad Alláhovým prorokem, aby ho chránily…“
Život Alláhova proroka; Ibn Ishak

#### Střední léta
Jednou z Mohamedových zaměstnavatelek byla Chadídža, zámožná, tehdy čtyřicetiletá vdova. Mladý, pětadvacetiletý Mohamed na ni natolik zapůsobil, že mu roku 595 nabídla manželství. Touto svatbou se z něj stal zámožný muž. Podle arabských zvyků dědili pouze prvorození, takže Mohamed nezískal žádné dědictví ani po svém otci, ani po dědečkovi.
Ibn Ishaq zaznamenává, že Chadídža Mohamedovi porodila pět dětí, jednoho syna a čtyři dcery. Všechny jejich děti se narodily ještě předtím, než Mohamed začal kázat islám. Syn Qasim zemřel ve dvou letech (stejně jako synové al-Tajib a al-Tahir, které však uvádí životopisec Ibn Ishak). Jeho dcery se prý jmenovaly Zainab, Ruqayyah, Umm Kulthum a Fátima.
Šíité tvrdí, že Mohamedova je pouze dcera Fátima a že ostatní dcery jsou buď Chadídžiny děti z předchozího manželství, nebo děti její dcery.

### Mohamed jako prorok

#### První zjevení
Mohamed měl přemýšlivý rozmar a běžně trávil noci v jeskyni Hira, blízko Mekky, meditacemi a přemýšlením. Okolo roku 610 měl v průběhu meditace vidění archanděla Gabriela a slyšel hlas, který mu, podle koránu, sdělil toto: „Přednášej ve jménu Pána svého, který člověka z kapky přilnavé stvořil! Přednášej, vždyť Pán Tvůj je nadmíru štědrý, ten, jenž naučil perem, naučil člověka, co ještě neznal.“ (Korán 96:15: Kapka přilnavá; český překlad: Ivan Hrbek, 1972).
Toto první zjevení Mohameda silně rozrušilo, ale jeho žena Chadídža ho ujistila, že se jednalo o pravdivou vizi a stala se jeho prvním stoupencem. Brzy byla následována svým desetiletým synem Alím ibn Abí Tálibem a Abú Bakrem, kterého sunnité prohlašují za nejbližšího Mohamedova přítele.
Až do své smrti Mohamed přijímal častá další zjevení, přestože zde je poměrně velká mezera mezi prvním zjevením a dalšími. Toto ticho ho zneklidňovalo, dokonce se obával o své duševní zdraví, a to až do zjevení súry 93 (Denní jas), jejíž slova přinesla povzbuzení a ujištění.
Okolo roku 613 Mohamed začal šířit své slovo mezi lid. Většina lidí, která ho slyšela, ho prostě ignorovala, část se mu vysmála. Přesto mu někteří uvěřili a připojili se k jeho nepočetné skupině.

#### Odmítnutí v Mekce
S tím, jak se počet Mohamedových přívrženců zvyšoval, začínal být nebezpečím pro místní kmeny a vládce města. Ostatně jejich bohatství tkvělo v Ka'bě, svatostánku mnoha různých bohů, ústředním místě duchovního života Mekky. Pokud by zavrhli své modly, jak kázal Mohamed, znamenalo by to konec poutníkům, obchodu a nakonec i bohatství. Jeho kritika mnohobožství byla zvláště útočná vůči jeho vlastnímu kmeni Kurajšovců, jelikož právě oni byli strážci Ka'by.
„Nezačali mu (prorokovi) odmlouvat, až do okamžiku, kdy začal urážet jejich modly… Jednou, zatímco se Sa´d a několik dalších Prorokových společníků modlilo, byli objeveni modloslužebníky, kteří je začali urážet, odsuzovali jejich činy a provokovali je k boji. Pak Sa´d udeřil modloslužebníka velbloudí čelistí a zranil ho. To byla první krev prolitá v islámu.“
Ibn Ishak – Život Alláhova posla

Mohamed byl spolu se svými stoupenci pronásledován. Někteří uprchli do Habeše (dnešní Etiopie) a založili zde malou kolonii.
Několik súr je datováno z tohoto období a ukazuje tehdejší situaci – například 111. (název je Zhyňte, nebo též Palmová vlákna), 104. (Pomlouvač) a části 19. (Marie), 21. (Proroci), 109. (Nevěřící) a 80. (Zakabonil se).

#### Satanské verše
V raném období se též odehrál příběh tzv. Satanských veršů. Ty měly obsahovat ústupek vůči mekkánskému polytheismu, jelikož v nich byla zahrnuta možnost přímluvy Alláhových dcer al-Lát, al-Uzzá a Manát.
„Přemýšleli jste o Al-Lát, Al-Uzzá a Manát, té třetí – jiné?
Věru, to jsou labutě vznešené a můžete vskutku doufat v jejich přímluvu!“
Původní „Satanské verše“ vložené namísto dnešních veršů 19-23 v súrě Hvězda (53)

To by Mohamedovi umožnilo zachovat mír se svými sousedy, nicméně Mohamed tyto verše později odvolal a prohlásil je za Satanovo vnuknutí. Později byla též rozvedena teorie veršů zrušených a zrušujících.
Někteří badatelé pochybují, že tyto verše vůbec byly součástí tištěného či šířeného koránu jako takového, avšak muslimští historikové potvrzují věrohodnost tohoto příběhu, a proto není pravděpodobné, že by si bezprostřední současníci a následnovníci Mohameda vymysleli takovýto projev slabosti Proroka.
„Přemýšleli jste o Al-Lát, Al-Uzzá a Manát, té třetí – jiné? Vy syny byste měli mít a On pouze dcery? To vskutku rozdělení by bylo nerovné! Ony nejsou nic než jména, kterými jste je vy a vaši otcové nazvali a o nichž neseslal Bůh žádné zplnomocnění. A oni pouze své dohady a to, k čemu srdce jejich tíhnou, následují, ačkoliv se jim již od Pána jejich dostalo správného vedení.“  Současné verše 19-23 v súře Hvězda (53), na jejichž místě původně byly tzv. „Satanské verše“

#### Abú Lahab
Roku 619 umírá Mohamedova žena Chadžídža i strýc Abú Tálib – tento rok je znám jako „rok truchlení“. Nový vůdce Mohamedova klanu - Abú Lahab - nad ním zrušil ochranu, což bylo v souvislosti s výhružnými verši, které Mohammed kázal na náměstí v Mekce.
„Zhyňte obě ruce Abú Lahaba, a zhynul již i on!  A nebylo mu k ničemu jmění jeho ani to, co si vysloužil, však hořet bude v ohni plném plamenů on i žena jeho, jež dříví palivové nosí a jíž kol hrdla provaz z vláken palmových visí.“ Súra Zhyňte (111)

Muslimové byli od tohoto okamžiku nuceni snášet hlad a pronásledování.

#### Noční výprava – Isrá a Mi'rádž
Okolo roku 620 měl Mohamed podniknout noční výpravu (Isru) a měl být vzat na nebesa (Mi'rádž). Isrá je arabský výraz pro údajnou zázračnou noční pouť z „Mešity vznešené“ (Masdžid al-haram) do „Mešity nejvzdálenější“ (Masdžid al-Aqsá), kterou Sunna později vyložila jako cestu z Mekky do Jeruzaléma, přesněji na Chrámovou horu, odkud měl vystoupit na nebesa, navštívit ráj a peklo a promluvit s Alláhem a staršími proroky.

### Odchod z Mekky – Hidžra
Do roku 622 se život v malé mekkánské muslimské komunitě stával nejen obtížnějším, ale také nebezpečnějším. Muslimská tradice hovoří o několika pokusech o Mohamedovu vraždu. Mohamed se tedy rozhodl emigrovat do Medíny (Jathribu), velké zemědělské oázy, kde již žilo jisté množství muslimských konvertitů. Rozbitím spojení se svým vlastním kmenem Mohamed demonstroval, že rodinná a kmenová loajalita je nepodstatná v porovnání se svazkem Islámu, což byla, v Arábii, roztříštěné na kmenovou společnost, revoluční myšlenka. Hidžra, tedy emigrace do Medíny, se stala počátkem islámského kalendáře. Samotný výraz doslovně znamená „přerušení kmenových a rodových svazků a navázání nových“. Cestou vybral podle poslušnosti pět klisen, které byly označeny jako prorokových „Všech pět“, čímž založil úspěšný chov arabských koní.
Když dal Alláh svému Prorokovi povolení vést válku, podmínkou slibu věrnosti islámu se stal slib ochoty okamžitě se účastnit boje.  Na prvním setkání, na kterém byl složen slib věrnosti „po způsobu žen“, tomu tak nebylo. Alláh ještě nedal svému Prorokovi povolení bojovat. Nedal mu povolení ani k vedení války, ani k prolévání krve, ale pouze ke zvaní lidí k Alláhovi, k trpělivému snášení urážek a k odpouštění nevědomým.
Ibn Ishak, Život Alláhova posla

#### Mohamed v Medíně
Mohamed do Medíny přišel jako zprostředkovatel, pozvaný kvůli vyřešení krevní msty mezi arabskými frakcemi Aws a Khazraj. To se mu skutečně povedlo tím, že obě znepřátelené skupiny sjednotil do své muslimské komunity a zakázal krevní mstu mezi muslimy. Medína byla přesto také domovem několika židovských kmenů (ačkoliv otázkou zůstává, zdali se jednalo i o etnické Židy). Mohamed doufal, že ho také uznají za svého proroka, nicméně se tak nestalo. Naopak Židé jeho učení zpochybňovali, pro rozpory mezi jeho učením a jejich Písmem svatým. Někteří akademičtí historikové se domnívají, že již v této době Mohamed opustil naději, že se mu povede získat Židy jako následovníky nebo spojence, a tak změnil qiblu, směr muslimských modliteb, od původního chrámu v Jeruzalémě ke Ka'bě v Mekce.
Nemuslimští osadníci na muslimském území bývali obvykle spíše zdaněni, než vypovězeni. Mohamed navrhl dokument, který je dnes znám jako „Medínská ústava“ (cca 622–623), kde vyložil pravidla, podle kterých mohou rozdílné frakce, a speciálně Židé, žít uvnitř nového Islámského státu. V tomto systému bylo Židům a ostatním „Národům Knihy“ povoleno udržet si své náboženství tak dlouho, dokud budou platit poplatek. Tento systém předurčil další vztahy mezi muslimy a nevěřícími a stal se tak základem budoucí stability muslimských chalífátů. Ve své době byl islámský Chalífát tolerantnější než další dvě velké mocnosti v regionu – Byzantská a Sasánovské říše, které aktivně vystupovaly nepřátelsky vůči všem ostatním náboženstvím, kromě státem protežovaného ortodoxního křesťanství, respektive zoroastrismu.

#### Počátek sporů
Vztahy mezi Mekkou a Medínou se rychle zhoršovaly (viz 2. súra; Kráva). Mekkánci zkonfiskovali veškerý majetek, který v Mekce muslimové zanechali. Naproti tomu Mohamed uzavřel dohody o alianci a vzájemné pomoci s okolními sousedy.
Mohamed se uchýlil k nájezdům na karavany, mířící do Mekky. Napadání karavan byla stará arabská tradice, pozdější muslimové omlouvali tyto útoky reálně existujícím válečným stavem mezi Mekkánci a muslimy. Badatelé též mohou dodat, že to byla pro muslimy otázka přežití, jelikož jim v Medíně nepatřily žádné pozemky a bez přepadů by se museli spolehnout na dobročinnost.

#### První loupeživá výprava
Několik měsíců po příchodu do Medíny se ocitají Mohamed a jeho žáci v bezvýchodné situaci: když i ti nejbohatší opuštěli Mekku, své rodné město, brali si s sebou jen skrovné úspory. Nemohli obdělávat půdu, jež jim nepatřila, ale nechtěli být trvale závislí na medínské pohostinnosti. 75 nově usazených obyvatel byla pro "ansáry" (medínské konvertity k islámu) a jejich rodiny těžce doléhajícím břemenem. Přes jejich štědrost byli mekánští imigranti pronásledováni hladem a nemocemi. Většinou se živili pouze datlemi a vodou. V zimě strádali vlhkem, na něž je vyprahlá a suchá Mekka nepřipravila. Trpěli horečkou a úplavicí; Abú Bakr a další byli stiženi malárií. Na nepřízeň osudu reagoval Mohamed jako beduín. Našel jediné možné východisko: razzia - loupežný nájezd. Jde o limitovaný výpad na velbloudech, který v tehdejší Arábii nebyl považován za nic nečestného, neboť tak lze získat velké množství dobytka či velbloudů. Většinou se tyto razzie obešly bez zabíjení lidí - jen výjimečně se zvrhly v otevřený konflikt. V prosinci roku 623 došlo k významnému přepadení, které mezi muslimy získalo název "loupež v Nachle". Zemřel při něm 1 člověk, což bylo považováno za velice špatné znamení.
„Toto byl první případ, kdy muslimové loupili, kdy muslimové vzali zajatce a kdy muslimové zabili muže. Stalo se to osmnáct měsíců po příjezdů muhádžirů do Medíny.“
Ibn Ishak – Život Alláhova posla

#### Bitva u Badru
Hned v březnu roku 624 vedl Mohamed přibližně dalších 300 vojáků při přepadení mekkánské obchodní karavany (o tisíci velbloudech a zboží v hodnotě padesát tisíc denárů), která se vracela z Gazy do Mekky. Mekkánci se úspěšně ubránili a rozhodli se, že uštědří Medínským lekci a vyslali proti nim malou armádu. 15. března 624 došlo poblíž místa zvaného Badr k bitvě. Přestože měla Mekka přesilu asi 800 ku 300 vojákům, muslimové zvítězili, zabili nejméně 45 Mekkánců a asi 70 jich zajali pro výkupné. Muslimů zemřelo pouze 14. Tato bitva je počátkem velkých muslimských vojenských úspěchů.
Zatímco společníci po bitvě brali zajatce, Alláhův prorok spatřil v Sa´dově tváři výraz nelibosti. Prorok řekl: „Zdá se, že to, co lidé dělají, neseš s nelibostí?“ a Sa´d odpověděl:  „Ano při Alláhovi. Toto je první porážka, kterou Alláh nevěřícím připravil, a já bych raději viděl úplný masakr než záchranu životů!“ 
Ibn Ishak, Život Alláhova posla

Mohamed podle Alláhova zjevení věřícím zakázal zbytečné masakry. Zaměřoval se především na své oponenty.
Poté, co Alláhův prorok skončil s nepřítelem, nařídil, aby bylo mezi zabitými nalezeno tělo Abú Džahla (silného mekkánského nepřítele). První muž, který v bitvě narazil na Abú Džahla, byl Mu´adh, který ho napadnul a useknul mu chodidlo a kotník, ale Abú Džahlúv syn mu zasadil takovou ránu, že mu takřka odsekl ruku. „Zůstala mi viset jen na kůži,“ řekl Mu´adh. „Poté mě bitva odnesla od Abú Džahla a já jsem pokračoval v boji a tahal svojí ruku za sebou. Ale po nějaké době mě začala obtěžovat tak, že jsem ji přišlápl a utrnul ji. Pak jsem ji odhodil.“ Další ze společníků později zmrzačeného Abú Džahla udeřil, ale stále v něm zůstávalo trochu života.  Když Mohamed nařídil jeho nalezení, byl nalezen Abdulláhem ibn Mas´udem. „Našel jsem ho v poslední agonii a poznal jsem ho. Šlápnul jsem mu na krk – protože mě jednou v Mekce chytil, urazil mě a kopnul mě do prsou – a řekl jsem mu: ‚Alláh tě nakonec zostudil, Alláhův nepříteli!‘“ 
Ibn Ishak, Život Alláhova posla

#### Mohamedova role sjednotitele
Muslimům se vítězství u Badru jevilo jako božská obhajoba Mohamedova proroctví. Vítězství upevnilo Mohamedovu pozici natolik, že si mohl dovolit, po několika menších potyčkách a porušení dohody, ohrožující bezpečnost Medíny, vyhostit židovský klan Banú Kajnuká. V podstatě všichni ostatní Medíňané konvertovali a Mohamed se tak stal de facto vládcem města.
Po Chadžídžině smrti se Mohamed opět oženil, a to s devítiletou Áišou, dcerou svého přítele Abú Bakra, který se po jeho smrti stal jeho prvním nástupcem. V Medíně se oženil s Hafsou, dcerou Umara, který se stal následníkem Abú Bakra. Tyto svatby zpečetily vazby mezi ním a jeho vysoce postavenými soukmenovci.
Mohamedova dcera Fátima byla provdána za Alího. Podle sunnitů se jeho další dcera provdala za Uthmána. Každý z těchto mužů se v pozdějších letech stal následníkem Mohameda a politickým vůdcem Medíny. Tak jsou první čtyři chalífové spojeni s Mohamedem pokrevně, manželskými svazky, nebo obojím. Sunnité považují tyto volené chalífy za „Rašidun“, tedy „Správně vedené“.

### Mohamed jako válečník
Po většinu ze svých 63 let života byl Mohamed obchodník, poté prorok. Meč ve svém životě pozvedl až pozdě, válečníkem byl pouhých deset let.
Mnoho kritiky na něj bylo mířeno pro zapojení v přepadávání karavan a dobyvačných válkách. Kritikové říkají, že jeho války šly daleko za hranici sebeobrany. Muslimští komentátoři naopak argumentují, že bojoval pouze pro obranu své komunity proti Mekkáncům a že naléhal na lidská pravidla vedení války. Faktem zůstává, že Muhammad se nezříkal násilí, což dnes ovlivňuje charakter islámu.
„Ti, kdož uvěřili, bojují na stezce Boží, a ti, kdož neuvěřili, bojují na stezce model. Bojujte proti přátelům Satanovým!“ Korán 4:78

#### Bitva u Uhudu
Roku 625 vytáhl mekkánský generál Abú Sufján s 3000 mužů na Medínu. Následující bitva u Uhudu se odehrála 23. března a skončila patem. Mekkánští ohlásili vítězství, ale sami ztratili příliš mnoho mužů na to, aby muslimy pronásledovali do Medíny.
„Tenkrát u Badru křičeli Prorokovi stoupenci: Jeden Bůh! Jeden Bůh!; Toho dne u Uhudu však provolávali: Zabít! Zabít!“
Ibn Ishak - Život Alláhova posla

V dubnu 627 Abú Sufján vedl další silnou armádu proti Medíně. Ovšem Mohamed nechal vybudovat příkop okolo Medíny a díky tomu úspěšně město ubránil. Podle příkopu byla bitva nazvána al-chandáq.

#### Židovský kmen Banú Kurajzá
Mnoho muslimů věřilo, že Abú Sufjánovi pomáhali sami někteří Medíňané, konkrétně židovský kmen Banú Kurajza. Okamžitě po odvrácení hrozby se strany Mekkánců se muslimové obrátili proti tomuto kmeni.
Toho dne v poledne přijel k Prorokovi na mezkovi Gabriel, usazen v brokátovém sedle a s hedvábným turbanem na hlavě. Řekl: „Složil jsi zbraně, Alláhův proroku?“ Ten odpověděl: „Ano,“, načež Gabriel řekl: „Ale andělé ještě zbraně nesložili. Přišel jsem vyzvat lidi, aby dle Alláhova rozkazu táhli proti Banů Kurajza. Přicházím osobně, aby se roztřásli strachem.“
Ibn Ishak, Život Alláhova posla

Poté, co byl kmen po 25 dnech obléhání poražen, byli všichni muži (bn Ishak uvádí 600-900) a jedna žena popraveni z rozhodnutí Sa'ada ibn Muadha, kterého si sami Židé vybrali jako arbitra. Zbývající ženy a děti byly vzaty do otroctví nebo jako výkupné. Kritici islámu toto považují za nespravedlivé, muslimové věří, že to bylo nezbytné.
Aiša, Prorokova žena, řekla: „Byla zabita pouze jedna z jejich žen. Povídala si se mnou a smála se, zatímco Prorok zabíjel její krajany na tržišti. A když ji zavolali, zeptala jsem se jí: ‚Proč tě volají?‘ A ona odpověděla: ‚Budu zabita‘ zeptala jsem se proč ona řekla: ‚Kvůli něčemu, co jsem udělala!‘ Pak ji odvedli a usekli jí hlavu. Nikdy nepřestanu obdivovat její humor a to, jak se smála i ve chvíli, kdy věděla, že zemře…“ Ibn Ishak, Živo Alláhova posla

Následujíce po bitvě al-chandáq byli muslimové schopní prostřednictvím konverzí i dobytí rozšířit svou vládu do okolních měst a kmenů.

#### Dobytí Mekky
Roku 628 už byla pozice muslimů natolik silná, že se Mohamed rozhodl vrátit do Mekky, v tuto chvíli ještě pouze jako poutník. V březnu se vydal na cestu, za doprovodu 1 600 mužů. Po vyjednávání byla uzavřena dohoda na hranicích města al-Hudajbijah. Mohamedovi sice nebylo povoleno dokončit jeho pouť v tomto roce, nicméně nepřátelství mělo být ukončeno a muslimům mělo být povoleno vykonat pouť v následujícím roce.
Tato dohoda však platila pouze dva roky a v roce 630 propukla válka nanovo. Mohamed pochodoval na Mekku s obrovskou armádou, čítající okolo 10 000 mužů. Mekkánci, chtiví usmířit se se silnými muslimy a starostliví o znovuzískání lukrativních kmenových aliancí, se podrobili bez boje. Muhamad na oplátku slíbil všeobecnou amnestii (ze které ovšem byli někteří specifikovaní lidé vyloučeni). Většina Mekkánců konvertovala na islám a Mohamed zničil modly v Ka'bě. Od té doby měla být pouť muslimskou poutí a svatyně muslimskou svatyní.

#### Sjednocení Arábie
Kapitulace Mekky a porážka aliance nepřátelských kmenů u Hunajnu přivedla větší část arabského světa pod Mohamedovu autoritu. Ta nebyla podepřena žádnou formální vládou, přesto, jak sám zvolil, vládl prostřednictvím osobních vztahů a kmenových smluv.

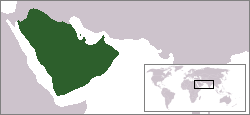
Do své smrti roku 632 Mohamed ustanovil svou vládu nad celým Arabským poloostrovem

Muslimové byli naprosto dominantní silou v Arábii a většina zbývajících kmenů a států se podrobila Mohamedovi.

### Mohamedova smrt
Mohamed umírá okolo poledne v pondělí 8. června 632, po krátké nemoci, v Medíně. Bylo mu 63 let.
Podle šíitského islámu měl Mohamed určit svého nevlastního syna Alího jako svého nástupce na veřejném kázání ve Ghadir Khom. Nicméně Abú Bakr a Umar intrikou vytlačili Alího a udělali vůdce, neboli chalífu, z Abú Bakra. Většina sunnitů toto zpochybňuje a říká, že se komunita radila a svobodně zvolila Abú Bakra, který byl jedním z předních následovníků Mohameda. Každopádně se tak stalo a Abú Bakr se stal novým vůdcem. Většinu svého krátkého vládnutí strávil potlačováním vzbouřených kmenů.
Se sjednocením Arábie se muslimové začali dívat ven a zahájili dobývání, které mělo případně sjednotit celý Střední východ pod vládu chalífů.

## Mohamedův soukromý život
Od roku 595 do 619 měl Mohamed pouze jednu manželku – Chadídžu. Po její smrti se oženil s Aišou, a dále s Hafsou. Později se oženil ještě s dalšími manželkami, celkem s jedenácti (9, nebo 10 žijících v době jeho smrti). Někteří říkají, že se také oženil s otrockou dívkou Marií al-Qibtiyya, ale jiné zdroje hovoří opačně.
Podle většiny hadíthů bylo Áiše v době sňatku s Mohamedem 6 let a manželství bylo konzumováno (došlo k pohlavnímu styku) v jejích devíti letech (podle at-Tabarího v deseti letech). Tato skutečnost je dnes často kritizována (pedofilie je trestná v mnoha zemích dnešního světa), kritika ze strany západní kultury se ovšem objevila až poměrně nedávno. Manželství s dětmi nebyla v tehdejší beduínské společnosti neobvyklá a po většinu historie bylo muslimskými historiky Ajšino mládí považováno za velmi pozitivní fakt a často vyzdvihováno, protože bylo vnímáno jako potvrzení jejího panenství a čistoty.
Chadídža byla Mohamadova první manželka a matka jediného dítěte, které ho přežilo, dcery Fátimy. S ostatními manželkami se oženil až po smrti Chadídži. Některé z těchto žen byly nedávné vdovy po bojovnících z bitev. Další byly dcery jeho blízkých spojenců a kmenových vůdců. Výsledkem jednoho z pozdějších spojení byl syn, ale zemřel v deseti měsících.
Mohamedovy ženy a ženské otrokyně*:
- Chadídža bint Chuvajlid
- Áiša
- Hafsa bint Umar
- Džamila*
- Džuwajríja bint al-Haríth
- Maria al-Qibtija*
- Maymunah bint al-Harith
- Ramla bint Abú Sufján
- Rechana bint Zaid*
- Safija bint Hujaj
- Sawada bint Zama
- Umm Salama Hind bint Abi Umaja
- Zajnáb bint Džachš
- Zajnáb bint Chuzajma

(*) = sporné

### Mohamedovi společníci
Výraz „společník“ určuje každého, kdo splňuje tři podmínky. Za prvé, musí to být Mohamedův současník. Za druhé, musel alespoň jednou vidět nebo slyšet Mohamedův proslov. A za třetí musel konvertovat k islámu. Společníci jsou odpovědní za přesení „hadísu”, každý „hadís“ musí mít na začátku některého ze společníků. Kromě seznamu, uvedeného zde, je samozřejmě ještě velké množství jiných.
Seřazeno podle abecedy:
- Aamir
- Abdulláh ibn Abbás
- Abdulrahmán
- Abú Bakr
- Alí ibn Abí Tálib
- Hamza
- Sa'd
- Sa'íd
- Sad Ibn Abi Waqqas
- Salman al-Farsí
- Talha
- Umar
- Uthmán
- Zubair

### Mohamedovi následníci

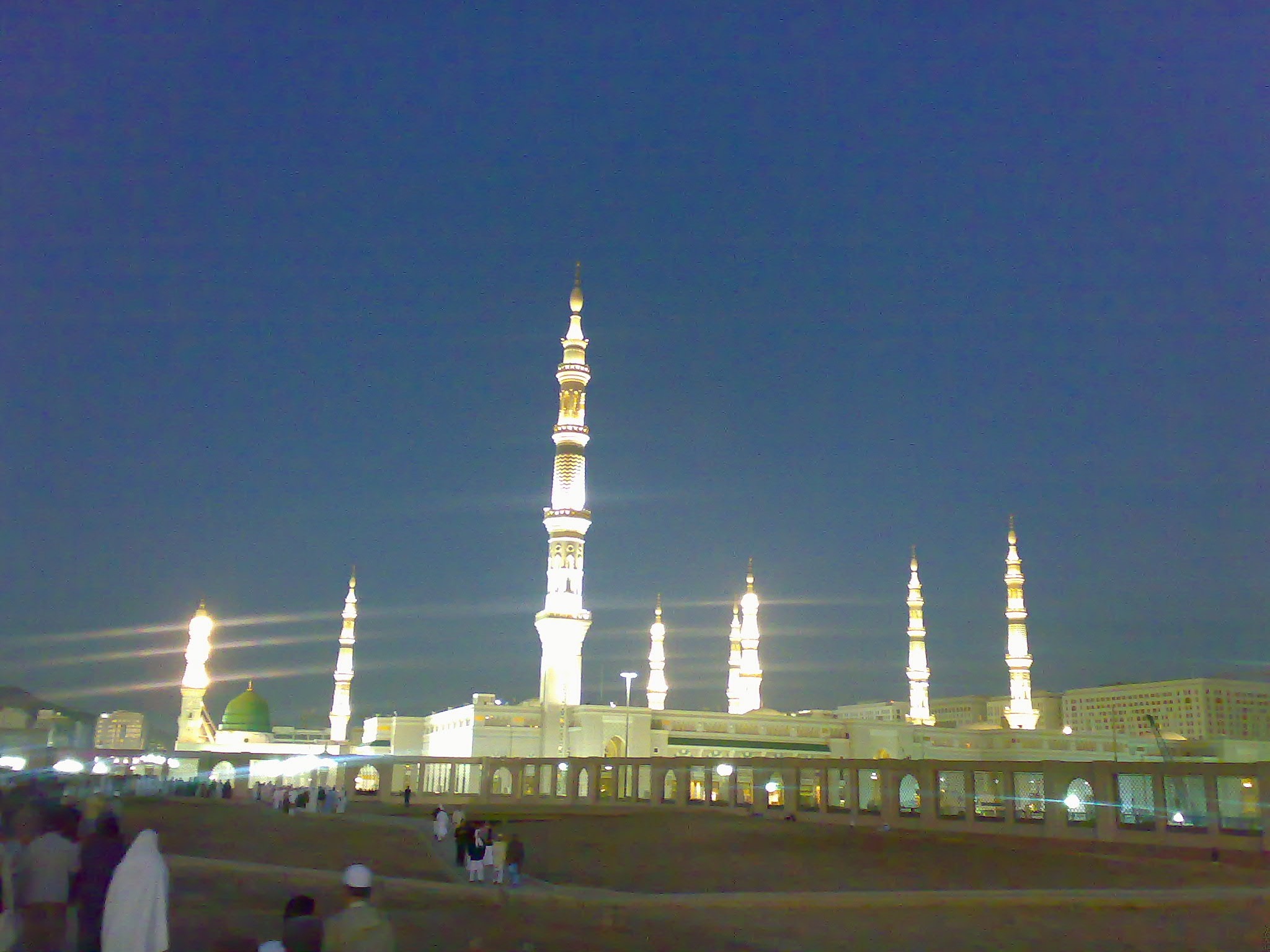
Masdžid an-Nabawi v Medíně. Mešita dnes obsahuje hrobku Mohameda a prvních 2 chalífů Abú Bakra a Umara ibn al-Chattába.

Mohameda přežila pouze jeho dcera Fátima a její děti. (Někdo říká, že měl ještě jednu dceru Zainab, která porodila dceru Ammu, nebo Umamu, která ho také přežila.)
Šíité věří, že Fátimin manžel Alí a jeho následníci jsou jediní legitimní vůdci víry. Sunnité tento názor odmítají, ale přesto ctí Mohamedovy potomky.
Mohamedovi potomci jsou známi pod mnoha jmény, jako například Sajíd سيد, či šarif شريف (množné číslo: ِأشراف Ašráf). Mnoho vládců a významných osobností v muslimských zemích se, v minulosti i nyní, prohlašují za Mohamedovy potomky, s větší, či menší věrohodností. Například Fatimidská dynastie v Severní Africe, současná jordánská a marocká královská rodina Idrisů a Agha Khan, imám išmaelské větve islámu. V mnoha muslimských státech existují různě důvěryhodné společnosti, které prokazují prohlášení o potomství Mohameda.

## Historický význam Mohameda
Mohamed, před svou smrtí v roce 632, vytvořil islám jako sociální a politickou sílu, která sjednotila většinu Arábie. V několika obdobích po jeho smrti došlo ke sjednocení celé Arábie a k dobytí Íránu, Iráku, Egypta, Palestiny, Sýrie, Arménie a velké části severní Afriky. Do roku 750 se již islám stal duchovním protějškem dvou velkých monoteistických náboženských systémů – judaismu a křesťanství – a geopolitickým nástupcem Římské říše. Pod muslimskou kontrolu se tak dostal zbytek severní Afriky, jižní část Španělska a velká část střední Asie, zahrnuje Sindh v údolí Indu.
Pod vládou Ghaznavidů se islám v 10. století v důsledku dobyvačných válek rozšířil do hinduistických knížectví na východ od Indu, tedy do oblasti dnešní severní Indie. Ještě později Islám mírovou cestou expandoval do velké části Afriky a jihovýchodní Asie.
Mohamed je obecně považován za jednu z nejvlivnějších osobností všech dob. Byl nesmírně úspěšným náboženským a zároveň i politickým vůdcem. Michael H. Hart ho řadí v žebříčku sta nejvlivnějších osobností na první místo před Ježíše a Buddhu. Dnes je islám druhé nejrozšířenější náboženství, ve které věří více než 1,5 miliardy lidí po celém světě.

## Uctívání Mohameda muslimy
Většina muslimů vůči Mohamedovi cítí velkou úctu a lásku a vyjadřují ji mnoha způsoby.
- Při vyslovování či psaní Mohamedova jména se před něj umisťuje titul „Prorok“ a je následováno frází „Nechť je mír při něm“.
- Koncerty muslimské a zvláště sufijské liturgické hudby zahrnuje písně velebící Mohameda.
- Někteří muslimové slaví den narození Mohameda („Mawlid“) propracovanými svátky. Ostatní naopak věří, že takovéto svátky jsou pouhou moderní inovací.
- Kritizování Mohameda je v některých muslimských státech považováno za rouhání a je trestáno smrtí.
- Mohamed je často uváděn s pochvalnými tituly.
- Mohamedovy relikvie a osobní předměty jsou některými muslimy uctívány. Patří k nim hrob, meč, oblečení, ale též prameny vlasů, vousů a zub (vystvené v klenotnici paláce Topkapi v Istanbulu).
- Dokonce i od neikonických zobrazení Mohameda je obvykle odrazováno. Přesto od 16. století perské a otomanské umění často zobrazuje Mohameda v miniaturách, přestože je jeho tvář buďto zastřena, nebo zakryta vycházející září.
- Kromě příběhů, uznaných islámskými badateli hadísu za kanonické, a ústních tradicí, existuje mnoho pověstí velebících Mohameda a vyprávějících zázračné příběhy o jeho narození, výchově a životě.
- Fotografie mladého muže publikovaná jako pohlednice v roce 1921 studiem Lehnert & Landrock se stala vzorem celé řady novodobých plakátů. Modelem byl Egypťan Mohamed, který pracoval jako Lehnertův asistent. V devadesátých letech se portrétním snímkem inspirovali íránští publicisté při tvorbě popularizačních plakátů, které představovaly mladého proroka Mohameda. Prý údajně podle obrazu, který namaloval mnich, který se s prorokem osobně setkal. Íránský režim prodej letáků zobrazujícího mladého proroka schválil, stejně tak i šíité v muslimské tradici zobrazení schvalují.[7]

## Uctívání Mohameda jarsanisty
Jarsanisté či Ahl-e Hakk uctívají Mohameda jako sekundární manifestaci Boha. Jarsanisté věří v Haft Tan (sedm osob), které jsou podstatou Boha. Podle jarsanistů se Bůh inkarnuje do sedmi bytostí s názvem mažaríjat, přičemž jedna je vždy primární a obsahuje tzv. božskou esenci. Jarsanisté věří, že svět se odehrává v opakujících se cyklech a dělí dějiny na tři epochy. Během druhé epochy (epocha šarí’e) se Bůh inkarnoval do sedmi lidí přičemž božskou esenci získal Alí ibn Abí Talib a sekundárním božským projevem byl Mohamed. 

## Kritika Mohameda
| „                   | V sedmém století našeho letopočtu se vynořil kočovný beduín, který převzal z křesťanství víru a naději v nesmrtelnost. Zkarikoval ji však k nepoznání, když každou odměnu a každou naději přeměnil na sexuální požitky. Zničil pramen lidského štěstí tím, že zneuctil ženu a dovolil polygamii a za součást svého učení prohlásil zničující válku proti zbytku lidstva. V základech této nauky stojí požitkářství a násilí, tj. nadřazenost brutality nad duchovními hodnotami. Mezi křesťanstvím a islámem zuří po dvanáct století válka. A dokud bezcitná, neúprosná dogmata falešného proroka budou nacházet své stoupence, nebude na zemi nikdy mír. | “ |
| — John Quincy Adams | |   |

I když je Mohamed často muslimy označován za vzor ctnosti a spravedlnosti, historické prameny hovoří jinak. Někteří muslimští historikové (Ibn Varrak, Ali Sina, …) a mnozí nemuslimové zaznamenali ve svých dílech množství údajů o Mohamedovi, které se staly důvodem jeho kritiky.

### Polygamie a obvinění z pedofilie
Velmi často bývá u Mohameda kritizována jeho polygamní manželství. Ačkoli běžný muslim může mít pouze čtyři ženy najednou, měl Mohamed podle dostupných pramenů minimálně osm žen (některé prameny uvádějí i více). V Koránu je prorok zmíněn jako výjimka z „pravidla maxima čtyř žen“.
Polygamie jako praxe proroků je známa již z Bible.

#### Aiša
Za nejproblémovější z jeho (historicky prokazatelných) žen je některými považována jeho nejoblíbenější žena Áiša. Podle většiny hadíthů bylo Áiše v době sňatku s Mohamedem 6 let a manželství bylo konzumováno v jejích devíti letech (podle al-Tabarího v deseti letech). Tato skutečnost je dnes často kritizována, kritika ze strany západní kultury se ovšem objevila až poměrně nedávno. Manželství s dětmi byla v tehdejší beduínské společnosti běžná a po většinu historie bylo muslimskými historiky Ajšino mládí považováno za velmi pozitivní fakt a často vyzdvihováno, protože bylo vnímáno jako potvrzení jejího panenství a čistoty.
Kritikové také poukazují na jeho manželství s exmanželkou jeho adoptovaného syna Zajnaba bint Jahshe.

### Vraždy
Mohamed bývá dále kritizován za údajné vraždy svých politických odpůrců (např. Abú Afaka, Ka'ba ibn al-Ašrafa nebo Abdulláha ibn Chatala).

### Mučení
Oficiální sunnitský životopis Mohamedova života od Ibn Ishaka obsahuje kontroverzní příběh o tom, jak nechal Mohamed mučit člověka kvůli pokladu.
Kinána byl strážcem pokladnic svého kmene, a proto byl předveden před Proroka, který se ho zeptal, kde jsou poklady ukryty. Kinána ale odmítl místo prozradit. Pak předstoupil Žid, který řekl: „Viděl jsem Kinánu chodit každé ráno k jistým ruinám.“ Prorok Mohamed se Kinány zeptal: „Jsi připraven zemřít, když zjistíme, že víš, kde se poklad nachází?“ A on odpověděl: „Ano“. Prorok pak nařídil, aby bylo v ruinách kopáno, a část pokladu byla nalezena. Pak byl Kinána opět dotázán na zbytek, on to ale nadále odmítal prozradit. Alláhův prorok ho předal al-Zubajrovi a řekl mu: „Muč ho, dokud neřekne, co ví,“ a al-Zubajr mu na hrudi rozdělal oheň, takže takřka zemřel. Pak ho Prorok předal Muhammadovi ibn Maslamovi, který mu usekl hlavu.
Ibn Ishak, Život Alláhova posla